# 金友子
金 友子（キム・ウヂャ、김우자、女性、1977年 - ）は、在日韓国人の社会学者、立命館大学国際関係学部教授。修士（文化学）(2002/03 近畿大学) 。 専門は在日朝鮮人問題、韓国現代文化論。京都府生まれ。

## 経歴
- 2000/03  関西学院大学社会学部社会学科卒業
- 2002/03  近畿大学大学院文芸学研究科国際文化専攻比較文化研究コース修士課程
- 2005/03  立命館大学大学院文学研究科人文総合科学インスティテュート専攻博士課程後期課程単位取得退学
- 2016/04/01-  立命館大学国際関係学部准教授
- 2023/04/01-  立命館大学国際関係学部教授（現職）[1]

## 著書
- 『異郷の身体』（人文書院）（共著，2006．）
- 『歩きながら問う―研究空間〈スユ＋ノモ〉の実践』（インパクト出版会）（編訳，2008．）